# Gouvernement Fenech Adami IV
République de Malte
Fenech Adami III Gonzi I
Le gouvernement Fenech Adami IV est le gouvernement de la République de Malte entre le 12 avril 2003 et le 23 mars 2004, pendant la vingt-deuxième législature de la Chambre des députés.

## Composition

### Initiale (12 avril 2003)
| Fonction                                                                              | Titulaire | Titulaire             | Parti |
| ------------------------------------------------------------------------------------- | --------- | --------------------- | ----- |
| Premier ministre                                                                      |           | Edward Fenech Adami   | PN    |
| Vice-Premier ministre Ministre de la Politique sociale et des Affaires parlementaires |           | Lawrence Gonzi        | PN    |
| Ministre des Finances et des Affaires économiques                                     |           | John Dalli            | PN    |
| Ministre des Affaires étrangères                                                      |           | Joe Borg              | PN    |
| Ministre de Gozo                                                                      |           | Giovanna Debono       | PN    |
| Ministre de la Santé                                                                  |           | Louis Deguara         | PN    |
| Ministre de la Justice et des Affaires intérieures                                    |           | Tonio Borg            | PN    |
| Ministre des Ressources et des Infrastructures                                        |           | Ninu Zammit           | PN    |
| Ministre des Affaires rurales                                                         |           | George Pullicino      | PN    |
| Ministre du Tourisme                                                                  |           | Francis Zammit Dimech | PN    |
| Ministre des Transports et des Communications                                         |           | Censu Galea           | PN    |
| Ministre de la Jeunesse et des Arts                                                   |           | Jesmond Mugliett      | PN    |